# Aire urbaine de Segré
L'aire urbaine de Segré est une aire urbaine française constituée autour de la ville de Segré-en-Anjou Bleu (Maine-et-Loire).

## Données générales
L'aire urbaine de Segré est composée d'une seule commune depuis la création de la commune nouvelle de Segré-en-Anjou Bleu, située en Maine-et-Loire.

## Composition
Liste des communes appartenant à l'aire urbaine de Segré selon la nouvelle délimitation de 2010 et sa population municipale en 2015 :
| Nom                 | Code Insee | Statut           | Superficie (km2) | Population (dernière pop. légale) | Densité (hab./km2) |
| ------------------- | ---------- | ---------------- | ---------------- | --------------------------------- | ------------------ |
| Segré-en-Anjou Bleu | 49331      | commune nouvelle | 241,54           | 17 617 (2022)                     | 73                 |

## Caractéristiques selon le zonage de 1999

### Données générales
D'après la délimitation établie par l'INSEE, l'aire urbaine de Segré est composée de 6 communes, toutes situées en Maine-et-Loire. 
2 des communes de l'aire urbaine font partie de son pôle urbain, l'unité urbaine (couramment : agglomération) de Segré.
Les autres communes, dites monopolarisées, sont toutes des communes rurales.
L’aire urbaine de Segré fait partie de l’espace urbain de Rennes.
Le tableau suivant indique l’importance de l’aire dans le département (les pourcentages s'entendent en proportion du département) :
| Département    | Communes | Communes (%) | Superficie (km²) | Superficie (%) | Population (1999) | Population (%) |
| -------------- | -------- | ------------ | ---------------- | -------------- | ----------------- | -------------- |
| Maine-et-Loire | 6        | 1,7          | 94,15            | 1,3            | 10 345            | 1,4            |

En 1999, ses 10 345 habitants faisaient d'elle la 346e des 354 aires urbaines françaises. En 2006, la population s’élevait à 11 015 habitants ;

### Composition
Voici la liste et les caractéristiques des communes de l'aire urbaine de Segré.
| Code INSEE | Commune                 | Type de commune              | Dép.           | Superficie (km²) | Population (1999) | Population (2008) | Densité (hab./km²) |
| ---------- | ----------------------- | ---------------------------- | -------------- | ---------------- | ----------------- | ----------------- | ------------------ |
| 49077      | La Chapelle-sur-Oudon   | Commune rurale monopolarisée | Maine-et-Loire | +0012,73         | +00 000483,       | +00 000571,       | +00044,85          |
| 49184      | Louvaines               | Commune rurale monopolarisée | Maine-et-Loire | +0015,07         | +00 000438,       | +00 000546,       | +00036,23          |
| 49187      | Marans                  | Commune rurale monopolarisée | Maine-et-Loire | +0009,59         | +00 000428,       | +00 000474,       | +00049,42          |
| 49233      | Nyoiseau                | Commune rurale monopolarisée | Maine-et-Loire | +0015,55         | +0 0001 275,      | +0 0001 298,      | +00083,47          |
| 49277      | Sainte-Gemmes-d'Andigné | Commune du pôle urbain       | Maine-et-Loire | +0025,34         | +0 0001 311,      | +0 0001 521,      | +00060,02          |
| 49331      | Segré                   | Commune du pôle urbain       | Maine-et-Loire | +0015,87         | +0 0006 410,      | +0 0006 593,      | +00415,43          |
|            | Total                   |                              |                | +0094,15         | +00010 345,       | +00011 003,       | +00116,86          |

## Pour approfondir